# Gravity Guy

Gravity Guy — це аркадна відеогра 2010 року з нескінченним раннером, розроблена та опублікована Miniclip . 

## Доступність
Гра Gravity Guy була вперше випущена для iOS в App Store і Symbian OS в Nokia Store 8 грудня 2010 року, а також доступна на веб-сайті Miniclip за допомогою Flash на момент випуску. Пізніше він був випущений для macOS у Mac App Store 10 березня 2011 року, для Windows Phone у Windows Phone Store 7 вересня 2011 року, для Android у Google Play 23 листопада 2011 року та для Windows 8, Windows 8.1 і Windows 10 у Microsoft Store 28 листопада 2012 р. 15 липня 2013 року гру було оновлено в App Store для підтримки iPhone 5 . Це було останнє оновлення гри для iOS. З кінця 2018 року гра більше не доступна в App Store, Google Play Store або Microsoft Store.

## Ігровий процес
Гравець керує Gravity Guy, торкаючись екрана (або натискаючи клавішу пробілу на клавіатурі в комп’ютерних версіях), щоб перемикати гравітацію. Мета — пробігти якомога далі, уникаючи перешкод, які можуть захопити головного героя (якого може вбити поліцейський), впасти або вилетіти з екрану. У разі смерті гравець повертається до останньої взятої контрольної точки.
У грі є три режими: Story Mode, Endless і Practice. Режим «Історія» містить до шістдесяти рівнів для «Бігу» та «Рятунку», по тридцять рівнів для кожної частини історії, а також до п’ятнадцяти рівнів в оригінальній флеш-грі.  Нескінченний режим складається з випадково згенерованих рівнів, тоді як тренувальний режим проходить через рівні з історії без офіцера поліції. Гра також містить режим для кількох гравців, що дозволяє грати в гру до чотирьох гравців (за допомогою Game Center на iOS або локально). 

## Безкоштовна версія
Безкоштовна версія Gravity Guy для iOS і Android була випущена в 2011 році. На iOS він має лише 10 рівнів, 1 тему, 2 уповільнених відтворення та 2 щити. Безкоштовна програма для Android схожа на повну версію лише з 2 уповільненими рухами, 2 щитами та рекламою (щоб розблокувати рекламу, користувач повинен придбати повну версію). Повна версія Gravity Guy стала безкоштовною протягом обмеженого часу для iOS в App Store у травні 2013 року до виходу продовження під назвою Gravity Guy 2 . Безкоштовну версію гри було оновлено 15 липня 2013 року для iOS в App Store для підтримки iPhone 5.

## Продовження та ремейк
Продовження Gravity Guy під назвою Gravity Guy 2 із більш людським персонажем було випущено в березні 2013 року для Xbox Live на Windows Phone . Він був випущений для iOS 15 травня 2013 року та Android 2 жовтня 2013 року.
Онлайн-ремейк HTML5 оригінальної Gravity Guy було створено в березні 2021 року та додано на веб-сайт Miniclip . Зміни ремейку включають абсолютно новий арт-стиль, сюжетну кампанію, озвучку, локальну багатокористувацьку гру та новий оригінальний саундтрек. Ремейк замінює оригінальну Flash-версію гри, оскільки Adobe Flash Player більше не підтримується офіційно.